# BugAbOO
BugAbOO je česká akční freeware hra. Byla vytvořena týmem Sosáci roku 2006.

## Příběh
Hlavní postava Timmy je se svými čtyřmi kamarády vtažen do světa nočních můr. Zde je ohrožují noční můry v čele se zlým kašpárkem.

## Postavy
- Timmy – Hlavní hrdina hry a vůdce skupiny. Je statečný a věrný přítel. Snaží se své kamarády ochránit za každé situace. Je ozbrojený prakem.
- Emma – Rozmazlená dívka, která se snaží ochránit hlavně sebe. Její oblíbenou hračkou je pan Melvin.
- Matt – Tlustý a věčně hladový chlapec. Ostatní děti si z něj dělají legraci kvůli jeho nadváze.
- Vinnie – Šprt a nejzbabělejší člen skupiny.
- Ben – Jedná se o, pravděpodobně, druhého nejstatečnějšího člena skupiny. Má strach ze zubařů.
- Světluška – První stvoření, které Timmy potká. Svítí mu na cestu.
- Kašpárek – Hlavní záporák hry. Posílá na děti různá monstra a snaží se je zlikvidovat.

## Obsahuje
- 22 druhů nepřátel
- 9 bossů
- 5 kapitol

## Ocenění
- 1. místo Becherovka Game 2006, akční hry
- 4. místo Becherovka Game 2006, celkově
- 5. nejlepší hra roku 2006, hrej.cz
- 3. nejlepší česká hra roku 2006, freegame.cz